# Ținutul Nistru
Ținutul Nistru a fost unul din cele zece ținuturi înființate în 1938, prin Legea administrativă din 14 august, după ce regele Carol al II-lea a inițiat o reformă instituțională de tip fascist în România, modificând Constituția României și legea administrării teritoriale.  A fost desființat prin Decretul-Lege nr. 3219 din 21 septembrie 1940.

## Județe încorporate
În conformitate cu reforma administrativă și constituțională din anul 1938, cele 71 de județe au fost subordonate ținuturilor. Cele patru județe care au compus ținutul Nistru au fost următoarele:
- Cetatea-Albă
- Lăpușna
- Orhei
- Tighina

## Stema
Conform Decretului Regal nr. 4285 din 13 decembrie 1938, stema ținutului Nistru consta din „Scut despicat. În partea din dreapta, patru fâșii orizontale alternând roșu și argint, înfățișând cele patru județe ale ținutului, prin culorile predominante din stemele lor. În partea din stânga, pe roșu, o cetate de aur, ieșind din valuri de argint, simbolizând cetățile lui Ștefan cel Mare la limanul Nistrului. ”.

## Rezidenți regali
- Dinu Simian (13 august 1938[5][6] – 1 februarie 1939[6][7])
- Grigore Cazacliu (1 februarie 1939[7][8] – 28 iunie 1940)